# 風物詩
風物詩（ふうぶつし）とは、季節を意識に特徴づけることができる物・事柄である。季節特有の現象、文化、味覚、生物、物売りなど幅広い。俳句の季語として限定されたものと違って、日本の季節を現代人の心に訴えかけているものを指す。また全国的なものから、祭事などの狭い地域のものまであり、季節の到来・節目を表現するときに使われることが多い。
ネットスラングでは、毎年特定の季節/時期に発生することの多い事件、事故や話題を揶揄して「（季節/時期）の風物詩」と呼ぶことがあるが、事件や事故を指すことが多いので不謹慎な発言/表現となりやすい。
以下にニュースや天気予報、新聞などに登場する、全国的な風物詩を例示する。

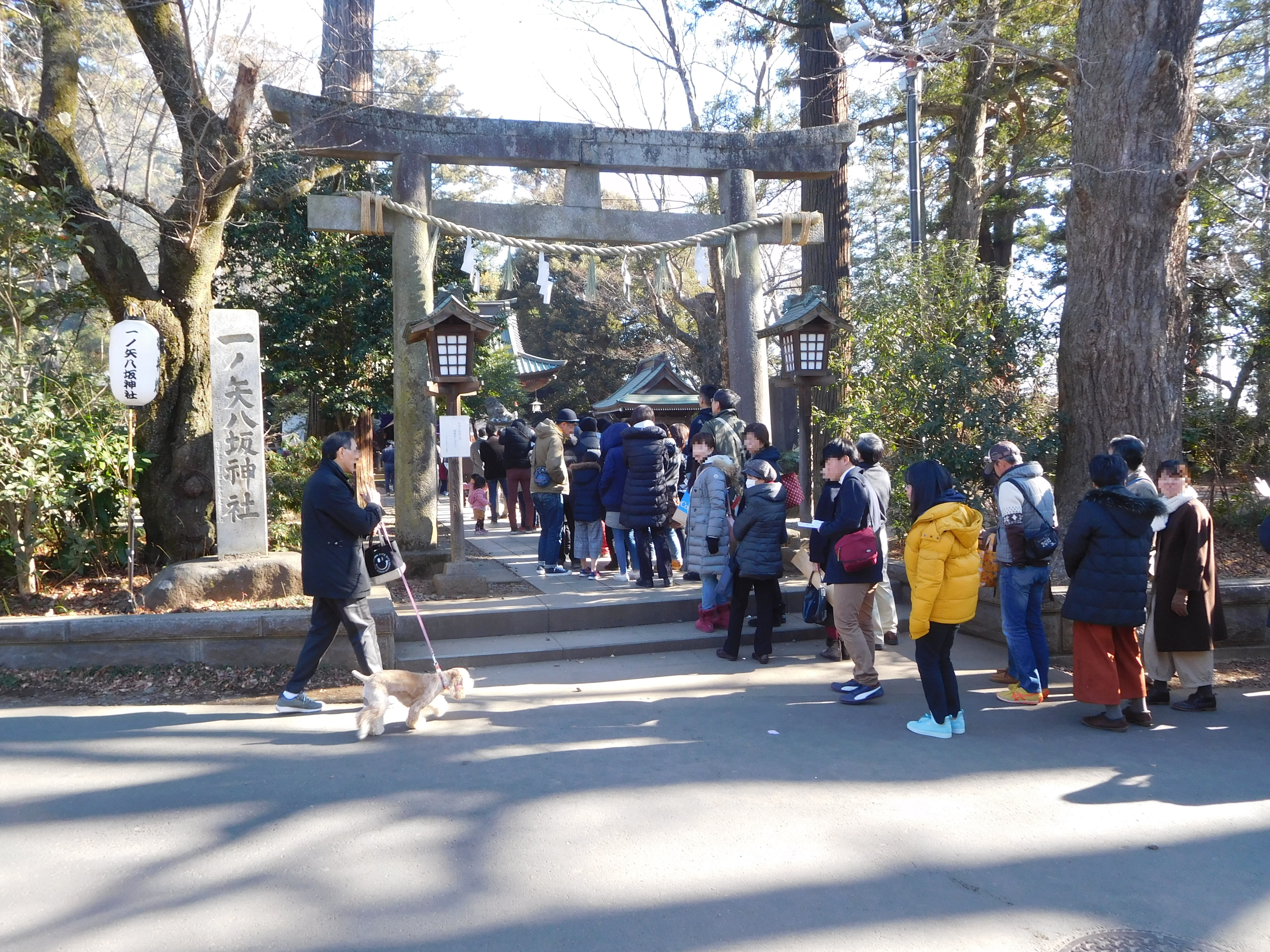
初詣に集う人々（2019年1月1日、茨城県つくば市）

## 新春
年賀状 - お年玉 - 門松 - 節分 - 春の七草
行事
初詣 - 書き初め - 箱根駅伝 - ニューイヤーコンサート

## 昔春

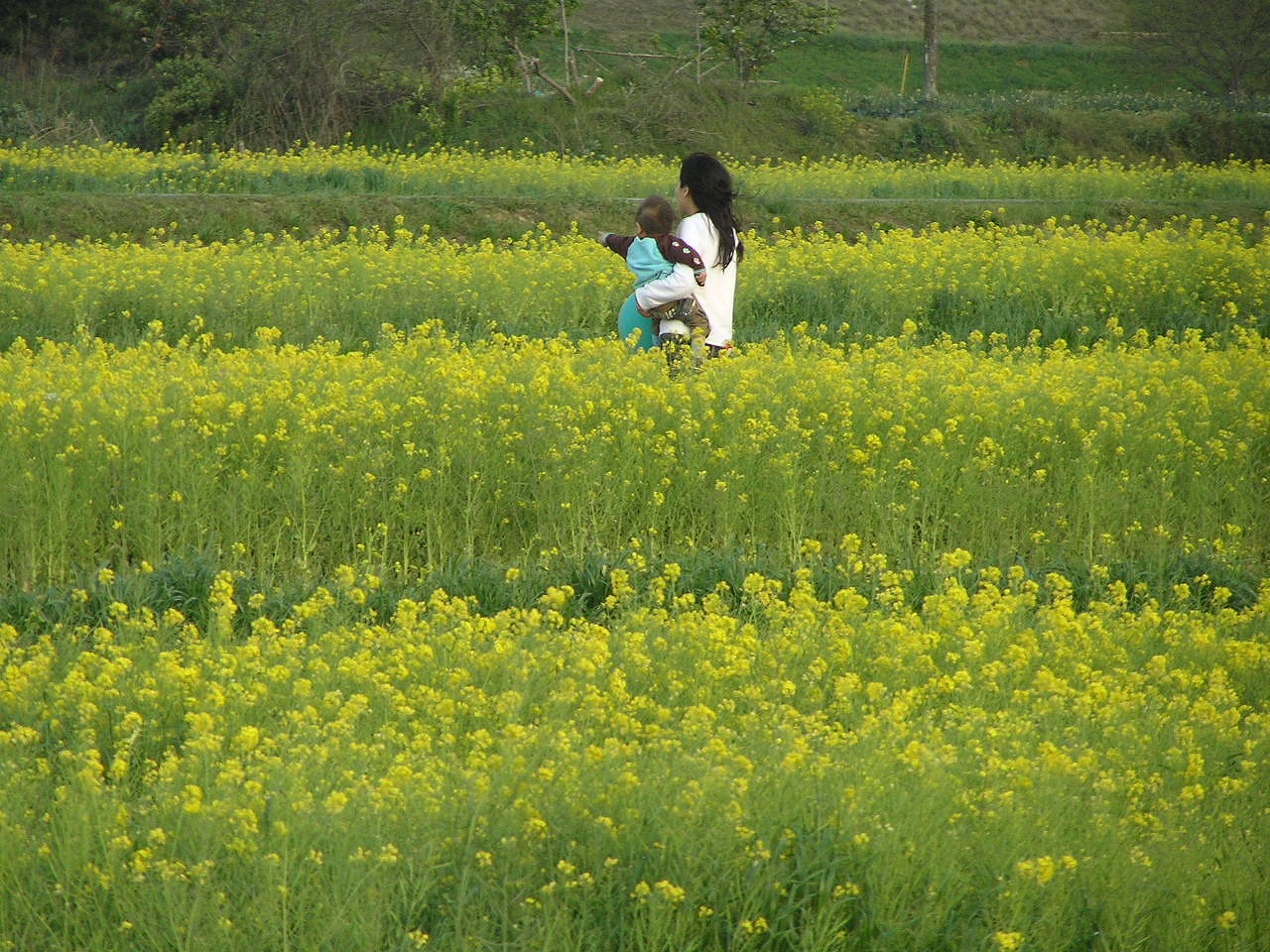
4月の菜の花畑,春の風物でもある

春一番 - 雪形 - ランドセル - 新入社員 - 選抜高等学校野球大会 - 雛人形 - こいのぼり
植物
サクラ - ゲンゲ - シロツメクサ - 菜の花
動物
チョウ - シロウオ - ツバメ
食べ物
イチゴ - サクランボ - 初鰹 - 新茶
行事
卒業式 - 花見 - 入学式 - 野焼き - 桃の節句 - 端午の節句 - ゴールデンウィーク - 母の日 - 田植え

## 夏

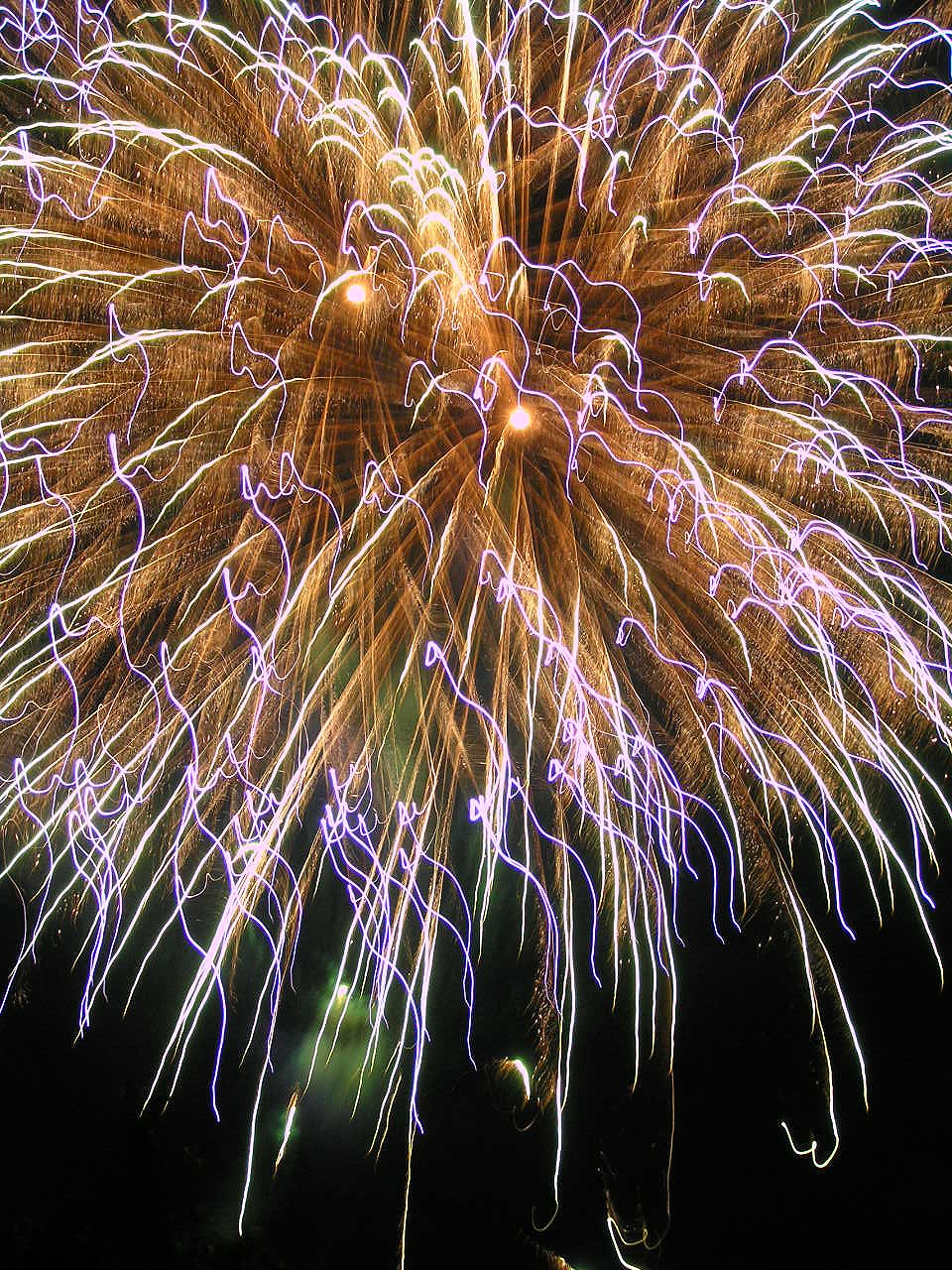
夏の風物詩 花火大会（兵庫県滝野町 夏祭り）

天候
梅雨 - 入道雲 - 逃げ水 - 夕立 - スコール - 雷雨 - 日射病 - 汗 - 炎天 - 春霞
避暑
打ち水 - 団扇 - 扇子 - 扇風機 - エアコン - 簾 - 風鈴 - 夕涼み - 高原 - 水遊び - プール
海
海開き - 海水浴 - 海の家  - 砂浜 - スイカ割り
植物
アサガオ - ヒマワリ - ヘチマ - ゴーヤ - ハーブ
生物
アユ - セミ（蝉時雨） - カブトムシ - ホタル - カ（蚊取線香・蚊帳） - トンボ - 金魚
人
麦わら帽子 - サンダル - 半ズボン - 浴衣 - サングラス - 午睡
行事
夏休み - 全国高等学校野球選手権大会 - 林間学校 - 臨海学校 - お盆 - 精霊流し - ラジオ体操 - 棚経 -七夕
祭り
花火 - 盆踊り - 夜店 - 水風船
幽霊
怪談 - 肝試し - お化け屋敷
食物
かき氷 - アイスキャンディー - アイスクリーム - 冷やし中華 - 素麺 - ところてん- ビール - レモネード - スイカ　

## 秋
天候
秋雨 - 台風 - 初霜 - 初冠雪 - 鰯雲 - 小春日和 - 木枯らし
行事
運動会（体育祭） - 文化祭（学芸会） - 読書週間 - 秋彼岸 - 稲刈り - ハロウィン
月見 - 十五夜 - 月見団子 - 月見酒 - ぼっち (落花生)
植物
紅葉 - カエデ - イチョウ - 落葉 - ススキ - ハギ - 秋の七草 - ヒガンバナ - コスモス - キク - リンドウ - フジバカマ - キキョウ - ダリア - オミナエシ - ケイトウ - キンモクセイ - アザミ - セイタカアワダチソウ　
動物
虫の音 - コオロギ - スズムシ - 渡り鳥 - 赤とんぼ
食物
ナシ - リンゴ - カキ - 銀杏 - サツマイモ - クリ - マツタケ - 新米
サバ - サンマ - サケ - イワシ

## 冬
雪 - 霜柱 - つらら - スキー - アイススケート - クリスマスツリー  - 焚き火 - イルミネーション - 麦踏み - 雪虫 - ストーブ列車 - ササラ電車
行事
寒中水泳 - クリスマス

## 年の瀬
行事
大掃除 - 全国高校駅伝